# Epilampra brasiliensis
Epilampra brasiliensis är en kackerlacksart som först beskrevs av Fabricius 1775.  Epilampra brasiliensis ingår i släktet Epilampra och familjen jättekackerlackor. Inga underarter finns listade i Catalogue of Life.